# Eczacıbaşı SK (szachy)
Eczacıbaşı SK – turecki klub szachowy z siedzibą w Stambule, trzykrotny mistrz kraju.

## Historia
Szachowa sekcja Eczacıbaşı SK powstała w 2002 roku. W tym samym roku zespół awansował do 1. Satranç Ligi. W latach 2003–2005 zespół trzy razy z rzędu zdobył mistrzostwo kraju. W 2004 roku klub zadebiutował w Pucharze Europy, zajmując wówczas 21. miejsce. W 2005 roku w Pucharze Europy uzyskano natomiast 24. pozycję. W 2006 roku klub zdobył wicemistrzostwo kraju. Zespół został rozwiązany w 2007 roku z uwagi na koncentrację grupy Eczacıbaşı na drużynie siatkarskiej.
W klubie grali m.in. Emre Can, Mert Erdoğdu, Barış Esen, Kıvanç Haznedaroğlu, Rauf Məmmədov, Şəhriyar Məmmədyarov i Zeynəb Məmmədyarova.